# 卡斯佩山
11°30′54″S 76°21′42″W / 11.51500°S 76.36167°W
卡斯佩山（Kashpi），是秘魯的山峰，位於該國中部胡寧大區和利馬大區，由馬爾卡波馬科查區和萬薩區負責管轄，屬於安地斯山脈的一部分，海拔高度5,200米。